# Sklabiná
Sklabiná (în maghiară Mikszáthfalva; până în 1899 Szklabonya) este o localitate cu 857 loc. în anul 2001, situată azi în Slovacia, ea se află la 6 km est de Veľký Krtíš (în maghiară Nagykürtös).

## Demografie
| An:                | 1994 | 2004   | 2014   | 2024   |
| ------------------ | ---- | ------ | ------ | ------ |
| Număr de persoane: | 789  | 867    | 870    | 912    |
| Diferență:         |      | +9,88% | +0,34% | +4,82% |

| An:                | 2023 | 2024   |
| ------------------ | ---- | ------ |
| Număr de persoane: | 908  | 912    |
| Diferență:         |      | +0,44% |

## Personalități marcante
- Kálmán Mikszáth